# Peristedion greyae
Espèce
Peristedion greyae est une espèce de poissons téléostéens de la famille des Triglidae.

## Distribution
Peristedion greyae se rencontre dans la partie centrale de l'Atlantique Ouest, au large des cotes des États-Unis et du Mexique. Ce poisson est présent jusqu'à 165 m de profondeur.

## Description
La taille maximale connue pour Peristedion greyae est de 239 mm pour un poids maximum enregistré de 68,4 g.

## Étymologie
Son nom spécifique, greyae, lui a été donné en l'honneur de Marion Grey du muséum d'histoire naturelle de Chicago en reconnaissance de sa contribution à la connaissance des espèces de poissons benthiques et bathypélagiques.

## Publication originale
- (en) George C. Miller, « A New Species of Western Atlantic Armored Searobin, Peristedion greyae (Pisces: Peristediidae) », Bulletin of Marine Science, École Rosenstiel des sciences marines et atmosphériques (d), vol. 17, no 1,‎ mars 1967, p. 16-41 (ISSN 1553-6955 et 0007-4977, OCLC 297220873, lire en ligne).